# Boris Dreyer
Boris Horst Joachim Dreyer (* 18. August 1967 in Menden / Kreis Iserlohn) ist ein deutscher Althistoriker und Epigraphiker.

## Leben
Boris Dreyer studierte von 1989 bis 1995 die Fächer Geschichte und Latein auf Lehramt, zunächst an der Universität zu Köln, dann an der Ruhr-Universität Bochum. Er wurde im Sommersemester 1997 mit einer von Gustav Adolf Lehmann betreuten Arbeit zur Geschichte des spätklassischen bzw. frühhellenistischen Athen an der Universität Göttingen promoviert. Von 1996 bis 1998 war er daselbst Wissenschaftlicher Mitarbeiter am Althistorischen Seminar, anschließend Assistent und Oberassistent. Die Habilitation erfolgte 2003 mit der Arbeit Die römische Nobilitätsherrschaft und Antiochos III. (205 bis 188 v. Chr.). Von Oktober 2003 bis Januar 2004 war Dreyer Stipendiat am Center for Hellenic Studies der Harvard University und im ersten Halbjahr 2005 research fellow am Institute for Advanced Study. Als Empfänger eines Heisenberg-Stipendiums der DFG lehrte Dreyer seit September 2005 an der Universität Frankfurt am Main, im Herbst 2006 zudem am King’s College London. Im Sommersemester 2007 vertrat er in Frankfurt den Lehrstuhl von Manfred Clauss. Seit August 2008 war Dreyer außerplanmäßiger Professor an der Universität Göttingen. Zum 1. April 2010 nahm er als Nachfolger von Andreas Luther den Ruf auf eine W2-Professur für Alte Geschichte an der Universität Erlangen an, wo er seither lehrt.
Dreyer beschäftigt sich vor allem mit der hellenistischen und der römischen Geschichte, der Verfassungsgeschichte in der Antike sowie den römisch-germanischen Beziehungen. Gemeinsam mit Studierenden schuf er seit 2016 den fahrtüchtigen Nachbau eines römischen Fluss-Kriegsschiffes.

## Schriften (Auswahl)
- Untersuchungen zur Geschichte des spätklassischen Athen (322–ca. 230 v. Chr.) (= Historia. Einzelschriften, H. 137). Franz Steiner, Stuttgart 1999, ISBN 3-515-07531-3.
- mit Helmut Engelmann: Die Inschriften von Metropolis. Teil 1: Städtische Politik unter den Attaliden und im Konflikt zwischen Aristonikos und Rom. Die Inschriften für Apollonios von Metropolis (= Inschriften griechischer Städte aus Kleinasien, Bd. 63). Rudolf Habelt, Bonn 2003, ISBN 3-7749-3203-4.
- Die Innenpolitik der Römischen Republik 264–133 v. Chr. (= Geschichte kompakt). Wissenschaftliche Buchgesellschaft, Darmstadt 2006, ISBN 3-534-15593-9 (Rezension).
- Die römische Nobilitätsherrschaft und Antiochos III. (205 bis 188 v. Chr.) (= Frankfurter althistorische Beiträge, Bd. 11). Clauss, Hennef 2007, ISBN 3-934040-09-8.
- Als die Römer frech geworden. Varus, Hermann und die Katastrophe im Teutoburger Wald (= Geschichte erzählt, Bd. 14). Primus, Darmstadt 2008, ISBN 978-3-89678-341-7.
- Arminius und der Untergang des Varus. Warum die Germanen keine Römer wurden. Klett-Cotta, Stuttgart 2009, ISBN 978-3-608-94510-2.
- Polybios (= Olms Studienbücher Antike). Olms, Hildesheim 2011, ISBN 978-3-487-14717-8.
- Orte der Varuskatastrophe und der römischen Okkupation in Germanien. Der historisch-archäologische Führer. Theiss, Darmstadt 2014.
- Repetitorium Alten Geschichte. Bd. 1: Griechische Zeit. Lit-Verlag, Berlin-Münster 2016.
- mit Serdar Aybek (Hrsg.): Der Archäologische Survey von Apollonia am Rhyndakos beim Uluabat-See und in der Umgebung Mysiens in der Nordwesttürkei 2006–2010 (= Orient und Okzident in der Antike, Bd. 2). Lit-Verlag, Berlin-Münster 2016.